# El Chicó

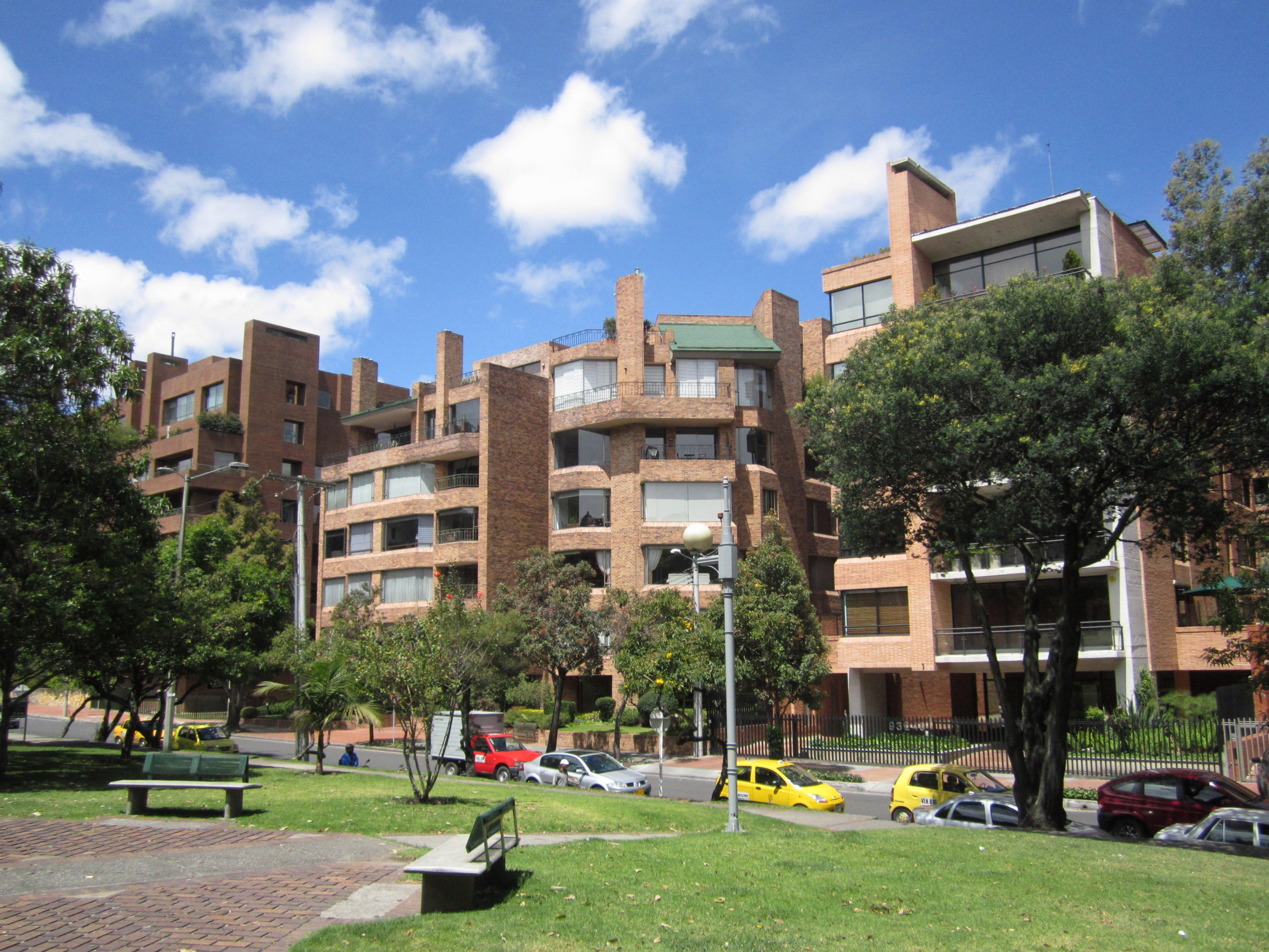
Edificios en la carrera 8 con calle 94.

El Chicó es un barrio de clase alta ubicado en la localidad de Chapinero, al norte de Bogotá, Colombia. Su construcción comenzó en lo años 1950. Alberga varias residencias y edificios de lujo y es sede de algunas embajadas y delegaciones de organismos internacionales. Dentro de sus sitios de interés se encuentra el Parque de la 93, el Parque Urbano El Virrey y el Museo del Chicó. Es un sector de estrato 6.

## Geografía
El Chicó ubica un sector con un leve gradiente vertical, con la excepción de su sector oriental, que pertenece a los cerros Orientales. Posee diversos parques para uso de sus habitantes y de los turistas que visitan la zona.

## Historia

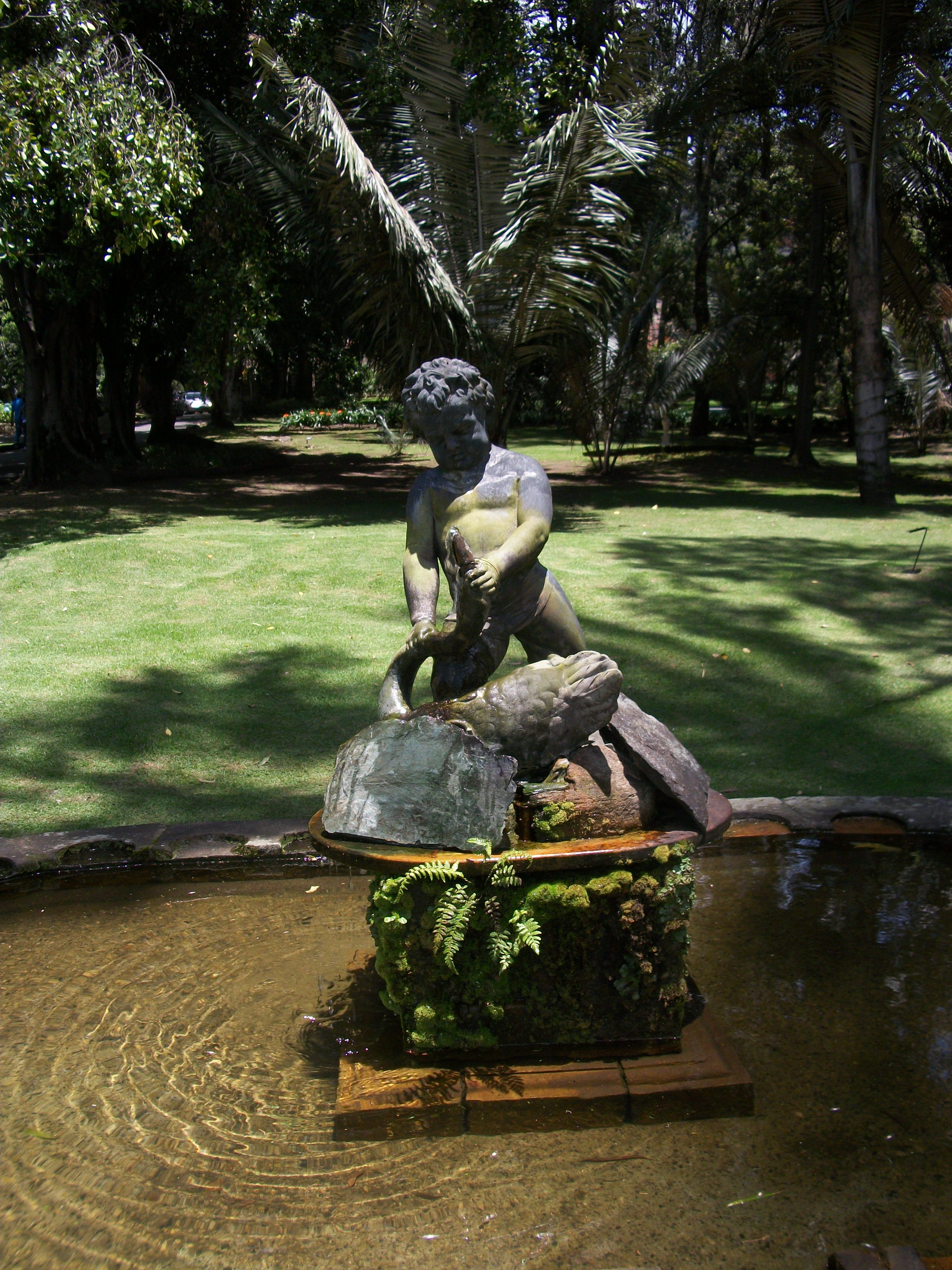
Fuente en el interior del Museo del Chicó.

La palabra «chicó» viene de la palabra de origen muisca chicú que en español significa «nuestro aliado». El nombre proviene de la quebrada del Chicú que nace en los cerros Orientales. Aunque los muiscas no veían al agua como una deidad, significaba el inicio de la vida, de toda la relación con el vientre de la madre y su simbología de permanencia.
Según algunos textos que se encuentran en el Museo del Chicó, esta zona pertenecía al gran cacicazgo de Suba. En 1951 el propietario de la hacienda y la firma Ospinas y cía. constituyen una sociedad para diseñar el barrio El Chicó. Hasta 1954, fue el barrio más al norte de la ciudad, antes de la creación del Distrito Especial.
En la época colonial, esta fue parte de una zona de vastas haciendas con cultivos de trigo, en donde descansaban las familias más pudientes, que comprendían, además del actual barrio, también Rosales, Antiguo Country, El Nogal, La Porciúncula, El Lago, La Cabrera y El Retiro. Posteriormente, las haciendas se unieron y dividieron primeramente con la familia Saiz, la familia Abella y luego de José María Pepe Sierra, que al final se repartió entre sus dos hijas Clara (el Chicó Grande) y Mercedes (el Chicó Pequeño).

## Acceso y vías
Todas las vías están en un buen estado de uso, tanto para autos particulares como para buses. Se destacan la carrera Séptima, la carrera 11, la carrera 15, la calle 92, la calle 94, la calle 88 y la avenida NQS. En cuanto la Autopista Norte, poseen las estaciones Virrey y Calle 100 - Marketmedios de TransMilenio.

## Sitios de interés

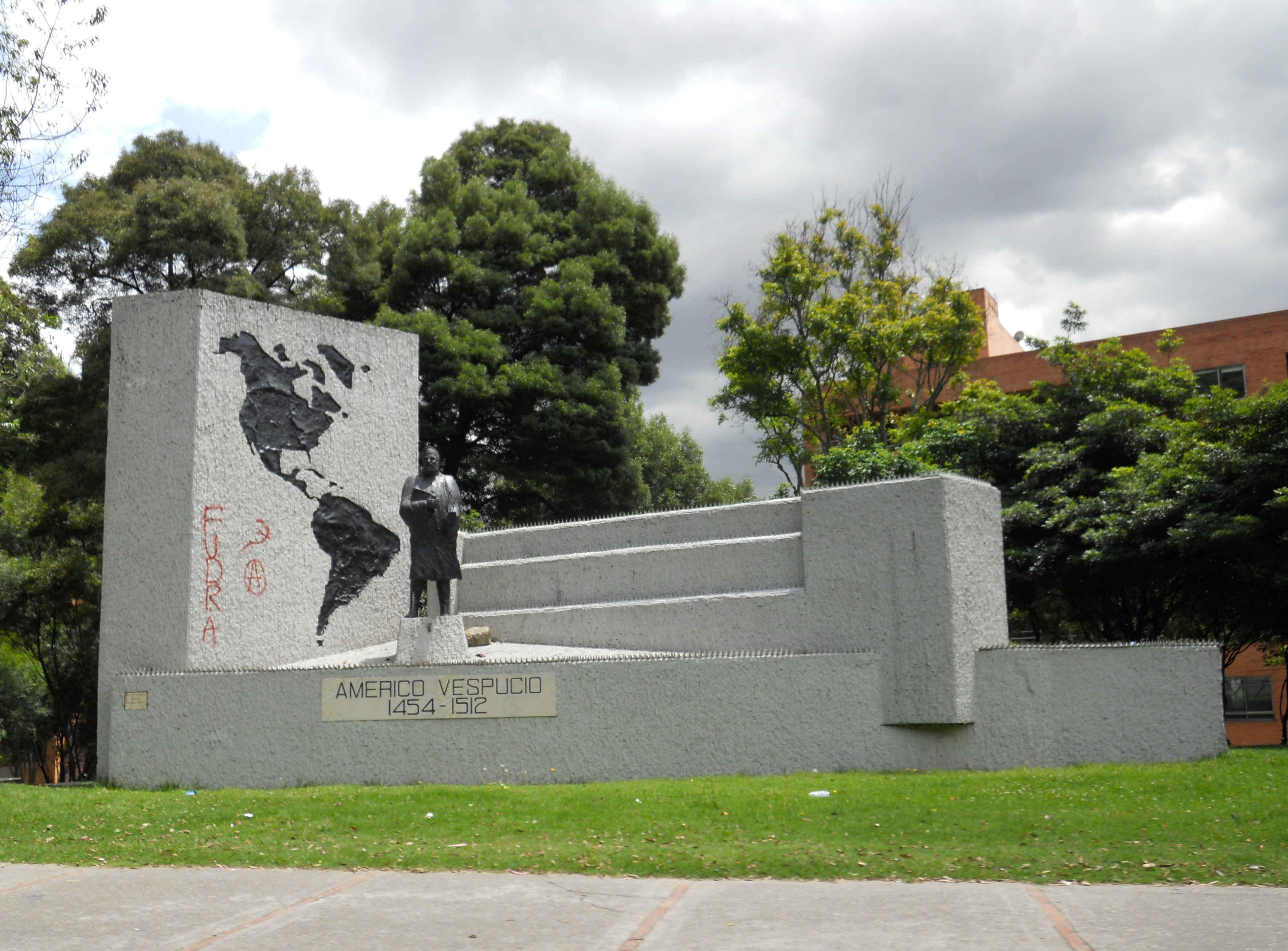
Monumento a Américo Vespucio sobre la carrera Séptima.

- Parque de la 93
- Parque Urbano El Virrey
- Monumento a Americo Vespucio
- Centro Comercial Centro 93
- Parroquia Cristo Rey
- Centro Portobelo
- World Trade Center
- Seminario Mayor de Bogotá
- Museo del Chicó
- Liceo Francés de Bogotá

## Deporte
El nombre del barrio inspiró el del Chicó Fútbol Club, club del Fútbol Profesional Colombiano que ascendió en 2003 bajo la dirección técnica de Eduardo Pimentel, su actual presidente. En 2004 representó a Bogotá en la Categoría Primera A. Posteriormente, por razones comerciales y económicas, el equipo se trasladó al departamento de Boyacá, denominándose Boyacá Chicó Fútbol Club.